# Дрекслер, Тим
Тим Дре́кслер (нем. Tim Drexler; родился 6 марта 2005 года, Брухзаль, Германия) — немецкий футболист, защитник клуба «Хоффенхайм».

## Клубная карьера
Тим Дрекслер — воспитанник «Мюнцесхайма» и «Хоффенхайма». За вторую команду последних дебютировал 9 декабря 2022 года в матче против «Астории Вальдхоф». Свой первый гол забил в ворота «Балингена». Дебютировал за «Хоффенхайм» 10 марта 2024 года в матче против «Айнтрахт Франкфурт», заменив Антона Штаха.

## Карьера в сборной
За сборные Германии до 16, 17, 18 и 19 лет сыграл 15 матчей, где забил один мяч.